# Christopher Isherwood

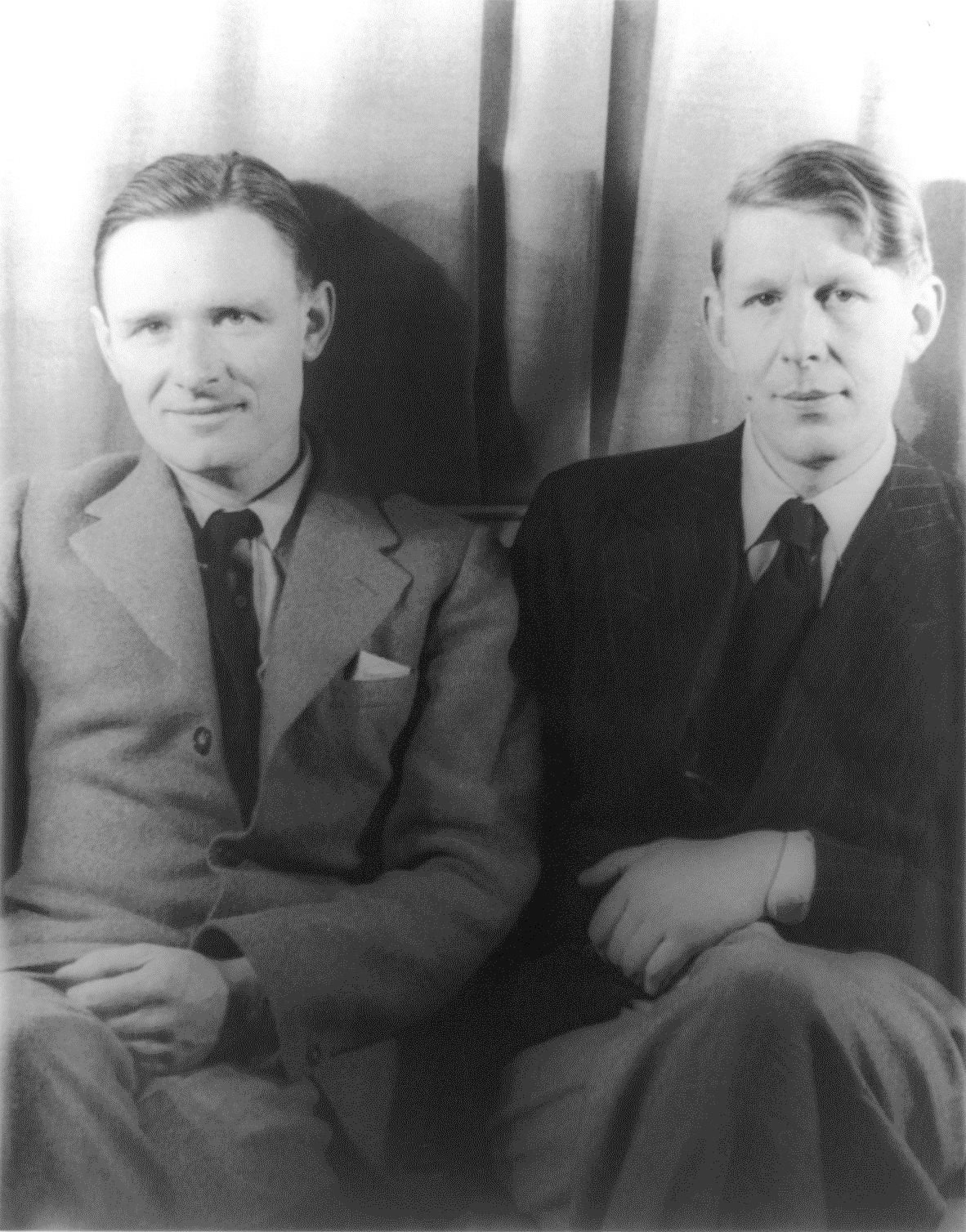
Christopher Isherwood y W. H. Auden en 1939.

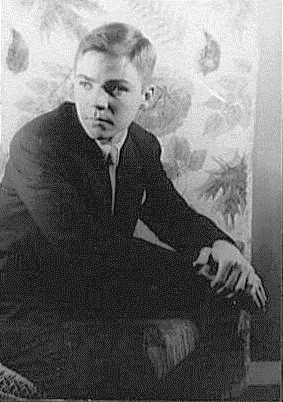
Donald Bachardy.

Christopher William Bradshaw-Isherwood, conocido como Christopher Isherwood (Disley, Cheshire, Reino Unido, 26 de agosto de 1904 - Santa Mónica, Estados Unidos, 4 de enero de 1986) fue un escritor británico naturalizado estadounidense en 1946.

## Biografía
Nació en Wyberslegh Hall, High Lane, Cheshire, en el noreste de Inglaterra, y su infancia transcurrió en los sitios donde su padre, coronel de la armada británica, fue destacado. Al morir su padre en la Primera Guerra Mundial se estableció en Londres. Asistió a St. Edmund School, donde conoció a W. H. Auden, y luego a Repton School, donde trabó relación con Edward Upward y Stephen Spender (1909-1995), con quien pasaría luego tiempo en Alemania. Entre 1928 y 1929 estudió medicina en King's College de Londres. Estudió en Cambridge, aunque fue en Oxford donde formó parte del grupo de escritores radicales de la década de 1930. 
De su amistad con W. H. Auden quedan algunas piezas dramáticas versificadas El perro bajo la piel (The Dog Beneath the Skin, 1935), El despegue del F6 (1936) y En la frontera (On the Frontier, 1938). 
En esos años vivió con el violinista André Mangeot, como secretario, mientras escribía People One Ought to Know .
Abandonó su extracción aristocrática y se mudó a la desenfadada capital de la República de Weimar. Como profesor trabajó en Berlín, donde conoció a Gerald Hamilton, William Plomer, E. M. Forster, que sería su mentor, y a Jean Ross, que inspiraría el personaje de Sally Bowles en su relato Adiós a Berlín de 1939 (a su vez inspiración de la pieza teatral I am a camera y del musical y posterior film Cabaret).
Abandonó Berlín en 1933 por sus diferencias notables con el régimen nazi y el temor a la persecución. Antes había viajado con Auden por Europa, viviendo en Copenhague y Sintra. También viajó por China en 1938.
En enero de 1939 viajó con Auden a Estados Unidos donde decidieron establecerse, casualmente justo antes del estallido de la Segunda Guerra Mundial. Después de algunos meses en Nueva York se mudó a Hollywood, California.
En California conoció al místico e historiador Gerald Heard (1889-1971), fundador del monasterio de Trabuco Canyon, a través de quien tomó contacto con el Swami Prabhavananda y la escuela Vedānta, uniéndose así a un grupo de aficionados a la filosofía india que incluía a intelectuales como Aldous Huxley, Bertrand Russell, Chris Wood, John Yale o el filósofo Jiddu Krishnamurti. Se convirtió en editor de publicaciones de la sociedad Vedanta de California del Sur entre 1943-45, permaneciendo como consejero editorial hasta 1962.
Gracias a Huxley conoció a Ígor Stravinsky y por casualidad en una librería a Ray Bradbury, a quien ayudaría con una elogiosa crítica de Crónicas marcianas.
Durante mucho tiempo hubo un cierto menosprecio a su obra, dada su gran sencillez y la alegría que transmitían los textos. Igualmente se le reprochó durante su estancia en California cierto antimilitarismo que él combatió enérgicamente. Ello se aprecia en frases como la que sigue, dicha en pleno inicio de la contienda de Estados Unidos con Japón: 

Sí, temo algo. Temo la atmósfera de la guerra, el poder que esto da a todas las cosas; odio los periódicos, los políticos, los puritanos..., las solteronas despiadadas de mediana edad. Temo el modo en que yo podría comportarme, si fuera expuesto a esa atmósfera.

Isherwood se naturalizó estadounidense en 1946. Viajó a Sur América en 1947 con el fotógrafo William Caskey, con quien convivía. A los 48 años conoció al joven pintor de 18 años Don Bachardy, quien se convertirá en su compañero sentimental hasta su muerte en 1986. Asimismo fue profesor de literatura inglesa en Los Angeles State College - hoy Universidad de California - publicando en 1964 su mejor trabajo según la crítica, A Single Man (dedicado al escritor Gore Vidal).
Establecido en Santa Mónica vivió el resto de sus días junto a Bachardy. Su vida inspiró el documental Chris And Don (2008). Falleció a los 81 años de cáncer de próstata.

### Carrera literaria
Sus más notables novelas son El monumento (The Memorial, 1932), El señor Norris cambia de tren (Mr Norris changes trains, 1935) y Adiós a Berlín (Goodbye to Berlin, 1939), obra que, junto a otros relatos, sirvió de base para el musical Cabaret, llevado al cine en 1972.
Publicó también una autobiografía, Leones y sombras (Lions and Shadows, 1938) y la biografía de sus padres, Kathleen y Frank (Kathleen and Frank, 1971).
A destacar del resto de su obra la novela La violeta del Prater (Prater Violet, 1945), la miscelánea Exhumaciones (Exhumations, 1966) o su última novela Un hombre soltero (A Single Man, 1964)." El mundo al atardecer", 1954.
Otra obra autobiográfica de 1976 es Christopher and his kind (título que lleva un telefilm sobre su vida de 2011), sobre la relación del autor con un joven alemán, Heinz.
Tradujo a Charles Baudelaire y colaboró en la traducción del Bhagavad-gītā.

## Obras

### Novelas
- All the Conspirators (1928)
- The Memorial (1932)
- Mr Norris Changes Trains (1935)
- Lions and Shadows: An Education in the '20 (1938)
- Adiós a Berlín (1939)
- Prater Violet (1945)
- The World in the Evening (1954)
- Down There on a Visit (1962)
- Un hombre soltero (1964)
- A Meeting by the River (1967)

### Teatro
- The Dog Beneath the Skin (1935)
- The Ascent of F6 (1937)
- On the Frontier (1938)

### Otras obras
- Christopher y su gente (1976), memorias
- El cóndor y las vacas (1949), Diario de un viaje por Sudamérica

## Adaptaciones al cine y la televisión

### Cine
- 1955: Soy una cámara. Basada en la novela Adiós a Berlín. Dirigida por Henry Cornelius y protagonizada por Julie Harris, Laurence Harvey y Shelley Winters.
- 1972: Cabaret. Basada en la novela Adiós a Berlín. Dirigida por Bob Fosse y protagonizada por Liza Minnelli, Michael York y Joel Grey.
- 2009: Un hombre soltero, basada en la novela homónima. Fue dirigida por  Tom Ford y protagonizada por Colin Firth.

### Televisión
- 2011: Christopher and His Kind. Producción de la BBC, basada en la obra autobiográfica homónima del autor. Dirigida por Geoffrey Sax y protagonizada por Matt Smith en el papel de Isherwood.[3]